# Muksudpur
Muksudpur (en bengali : মুকসুদপুর) est une upazila du Bangladesh dans le district de Gopalganj. En 1991, on y dénombrait 269 489 habitants.